# Les Chroniques de Durdane
Les Chroniques de Durdane (titre original : Durdane series) est une trilogie de romans de science-fiction de Jack Vance, racontant l'histoire de Gastel Etzwane, un simple garçon qui connaîtra un destin hors du commun.
Les trois tomes de cette série sont :
- L'Homme sans visage ((en) The Anome, 1973)
- Les paladins de la liberté ((en) The Brave Free Men, 1973)
- Asutra ! ((en) The Asutra, 1974)

## Présentation de la planète

### Géographie
L'action se déroule sur la planète Durdane, dans le pays de Shant, un petit continent divisé en cantons.

### Population
Les habitants du Shant sont munis, à l'âge adulte, d'un torque, sorte de collier aux couleurs de leur métier dont ils ne peuvent se défaire.

### Politique
Le Shant est dirigé par un homme dont personne ne connait l'identité, l'Anome. Celui-ci peut décapiter quiconque commettrait un délit, en provoquant l'explosion du torque à distance.
C'est par ce biais que l'Anome peut s'assurer du respect de la loi, et chacun vit dans la crainte de mourir en cas de désobéissance.

## Résumé des romans de la trilogie

### L'homme sans visage
Fils d'une prostituée et d'un musicien itinérant qu'il n'a pas connu, Gastel Etzwane est un enfant qui doit bientôt porter le torque aux couleurs des Chilites, une secte constituant une des nombreuses communautés du pays. Il refuse l'avenir qui lui est promis, préférant devenir musicien et partir à la recherche de son père.

### Les Paladins de la liberté
Etzwane prend le pouvoir de l'Anone et reussit à mobiliser les cantons pour repousser les envahisseurs Roguskhois, des extra-terrestres qui menacent de détruires les humains de Durdane.

### Asutra!
Loin vers l'ouest, au-delà de l'Ocean Vert et des terres connues du peuple de Shant, il y avait Caraz, le continent sauvage peuplé d'exilés, de nomades et de marchands d'esclaves. Ce furent de ces solitudes que commencèrent à se rèpandre les rumeurs annonçant le retour des Roguskhois. On racontait que des avions mystérieux atterrissaient la nuit pour faire le plein d'esclaves et que d'autres se livraient en plein ciel à des duels sans merci.
Etzwane ne s'était pas trompé. Ces rumeurs cachaient la présence redoutable des Asutras, combinant la force surhumaine d'une race avec l'intelligence cosmique de l'autre. Si l'on ne parvenait pas à leur barrer rapidement la route, Durdane ne serait bientôt plus que le terrain de chasse des marchands d'esclaves.